# Herman Baar
Pour les articles homonymes, voir Herman Baar (homonymie) et Baar.
Ne doit pas être confondu avec Hermann Bahr.
Herman Baar, né en 1826 à Stadthagen en principauté de Schaumbourg-Lippe, et mort en 1904, est un rabbin et un professeur.